# Елендејл (Минесота)
Елендејл (енгл. Ellendale) град је у америчкој савезној држави Минесота.

## Демографија
По попису из 2010. године број становника је 691, што је 101 (17,1%) становника више него 2000. године.
| Група             | 2000.       | 2010.       |
| Белци             | 579 (98,1%) | 671 (97,1%) |
| Афроамериканци    | 0 (0,0%)    | 0 (0,0%)    |
| Азијати           | 2 (0,3%)    | 1 (0,1%)    |
| Хиспаноамериканци | 8 (1,4%)    | 17 (2,5%)   |
| Укупно            | 590         | 691         |